# Потребителни кооперации в България
Потребителните кооперации в България са кооперативни организации предимно за търговия, изкупуване и производство на хранителни и други потребителски стоки с местно значение. Създават се въз основа на първия български търговски закон, обнародван в брой 114 на Държавен вестник от 29 май 1897 г. Те възникват в края на 90-те години на XIX век – първоначално в градовете, като обхващат предимно работническото население, а по-късно – и други слоеве на градското население – чиновници, студенти, офицери; имат за цел да доставят на членовете си на сравнително ниски цени хранителни продукти и други стоки от първа необходимост. Откриват кооперативни фурни, гостилници, работилници. Първите потребителни кооперации са „Хляб" във Варна (1898 г.), „Работник" в Ямбол (1899 г.), „Работник" в Пловдив (1899 г.), „Съгласие" в Самоков (1900 г.), „Братство" в Казанлък (1900 г.), „Напред" в София (1903 г.).
Потребителните кооперации в селата възникват като кредитни земеделски кооперации под форма на земеделски спестовно-заемателни каси. Освен с кредитиране те се занимават и с влогонабиране, търговия със стоки за потребление, общи доставки на земеделски инвентар, продажба и преработка на кооперативни начала на селскостопански произведения, обществено хранене, битови услуги. Влогонабирането не намира широко разпространение, тъй като не всички кооперации са в състояние да гарантират сигурността на влоговете и да спечелват с това доверието на вносителите. Поради многообразната си дейност кооперациите получават и названието всестранни кооперации. Към някои от тях са изграждани производствени отдели за кооперативно обработване на земята, например „Трудово производителен земеделско стопански отдел“ при кредитна кооперация „Сила“ в село Пирне, а в Ямболско такива отдели се създават в периода 1937 – 1940 г. към кооперациите в селата Веселиново, Кукорево, Каравелово, Окоп, Първенец, Стралджа, Ханово и Тенево.
Висш орган на управление на потребителните кооперации е общото събрание на кооператорите, което избира управителен и контролен съвет, одобрява решенията на изборните ръководства и осъществява контрол по всички въпроси на кооперативната дейност. Членовете внасят встъпителни и дялови вноски. В края на годината всеки кооператор получава процент от годишната печалба (дивидент) в зависимост от дяловия си капитал.
В България непосредствено преди Втората световна война (1939 – 1945 г.) има около 2700 градски и селски потребителни кооперации.
След 1945 г. потребителните кооперации се утвърждават като форма на икономическа връзка между града и селото. Дейността им е планова, осъществява се на принципа на стопанската сметка. През 1949 г. чрез сливане на няколко кооперации е образувана потребителна кооперация „Наркооп", която обединява жители на градски и крайградски селища. Заедно със селските потребителни кооперации „Селкооп" организира търговията на дребно и общественото хранене във всички села в страната и има магазини и заведения в повече от 150 града. Те организират изкупуването на селскостопански произведения от обществения сектор и от личните стопанства, на диворастящи плодове, билки и гъби. Изграждат магазини, пазари, материално-техническа база за обществено хранене (ресторанти, сладкарници, павилиони) и туризъм (хотели, мотели, къмпинги); развиват значителна промишлена дейност (производство на хляб, сладкарски изделия, безалкохолни напитки, готови храни, полуфабрикати, стоки за широко потребление).
През периода на социализма в България са променени обществено-икономическите условия; настъпват изменения и в имуществените права на кооператорите. Отпада изплащането на дивиденти. Постепенно с нарастващото уедряване и специализацията на потребителните кооперации броят им намалява – от 4560 през 1950 г. на 835 през 1970 г. и на 392 през 1983 г.
В средата на 80-те години на XX век потребителните кооперации осъществяват 31% от стокооборота на търговията на дребно и 36% от стокооборота на заведенията за обществено хранене в страната. Те се ръководят от Централния кооперативен съюз.
След 1989 г. дейността на потребителните кооперации е ограничена, търговската им мрежа е намалена, продадени са голяма част от заводите за консерви, за бутилиране на минерални води и за производство на безалкохолни напитки, складови бази, терени.